# Ourozinho
Ourozinho is een plaats (freguesia) in de Portugese gemeente Penedono en telt 186 inwoners (2001).

## Andere plaatsen behorend tot de gemeente Penedono
- Antas
- Beselga
- Castainço
- Granja
- Penedono
- Penela da Beira
- Póvoa de Penela
- Souto